# Populus ussuriensis
Populus ussuriensis é uma espécie de árvore do gênero Populus, pertencente à família Salicaceae.